# 김시훈 (축구인)
김시훈(1987년 12월 29일 ~ )은 대한민국의 전 축구 선수이다. 개명 전 이름우 김교빈으로 현재 성남 FC 골키퍼 코치로 재직중이다.